# Michel Birbaek
Michel Birbaek (*  Juli 1962 in Kopenhagen) ist ein dänischer Autor, der seit 1974 in Deutschland lebt. 
Nach 15 Jahren als Musiker arbeitet Michel Birbaek seit Mitte der 1990er-Jahre als freier Autor und hat neben Drehbüchern, Kolumnen sowie Witzen für Harald Schmidt und Stefan Raab mittlerweile fünf Romane veröffentlicht.  

## Musik
Von Ende der 1970er bis Mitte der 1990er Jahre trat Birbaek als Sänger in Rockbands auf, u. a. Doc Koma in den 1980er- und Birbaek in den 1990er-Jahren. Mitte der 1990er-Jahre entstand die von Wolf Maahn produzierte CD Durch den Wolf gedreht. Gleichzeitig schrieb Birbaek einen Roman über die Bandzeit.

## Schreiben
Der Roman Was mich fertig macht ist nicht das Leben, sondern die Tage dazwischen erschien 1997 und kam beim Publikum und Kritikern gut an: u. a. fand Elke Heidenreich: „Birbaek hat ein sehr komisches Erzähltalent.“
Es folgten die Romane: Wenn das Leben ein Strand ist, sind Frauen das Mehr, Beziehungswaise und Nele & Paul. Ende August 2010 erschien der letzte Roman Die Beste zum Schluss, der 2023 für die ARD verfilmt wurde. Im Herbst 2011 gab er bekannt, keine weiteren Romane schreiben zu wollen, sondern sich ganz dem Drehbuchschreiben zu widmen. Nach dem Tod des von Birbaek verehrten Sängers Prince im Jahr 2016 widerrief er diesen Entschluss. Im August 2018 erschien der unter dem Eindruck dieses Ereignisses entstandene Roman Das schönste Mädchen der Welt.
Zudem arbeitete Birbaek u. a. als Gagschreiber für Stefan Raab und Harald Schmidt, als Kolumnist für verschiedene Frauenmagazine und war als Drehbuchautor für deutschen TV-Serien tätig, darunter die RTL-Serie Countdown – Die Jagd beginnt und die Sat.1-Serie Danni Lowinski.

## Comedy
Seit Ende der 1990er Jahre trat Birbaek als Comedian und Moderator mit einem Konzept von Sitdown-Comedy auf, einer Mischung aus Lesung und Comedy. Auf der CD Frauengeschichten über Mann-Frau-Beziehungen sind gesammelte Frauenmagazin-Kolumnen, die als Sitdown-Programm auf dem Köln Comedy Festival 2008 ihre Premiere hatten.

## Werke

### Romane
- Was mich fertig macht, ist nicht das Leben, sondern die Tage dazwischen. Rütten & Loening 1997.
- Wenn das Leben ein Strand ist, sind Frauen das Mehr. Bastei Lübbe 2004.
- Beziehungswaise. Bastei Lübbe 2007.
- Nele & Paul. Bastei Lübbe 2009.
- Die Beste zum Schluss. Bastei Lübbe 2010.
- Das schönste Mädchen der Welt. Blanvalet Verlag 2018.

### CDs

#### Comedy
- Lachfalten. Eigenverlag 2000.
- Frauengeschichten. Audio Lübbe 2008.

#### Hörbücher
- Wenn das Leben ein Strand ist, sind Frauen das Mehr. Gelesen von Michel Birbaek, 2004.
- Beziehungswaise. Gelesen von Florian Lukas, 2008.
- Nele & Paul. Gelesen von Tobias Kluckert, 2009.
- Das schönste Mädchen der Welt. Gelesen von Heikko Deutschmann, 2018.